# 奥尔登环形山

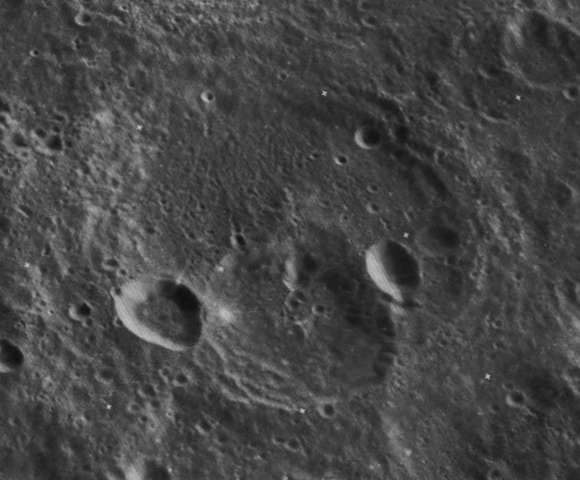
月球轨道器3号拍摄的图像，面朝东南。

奥尔登环形山（Alden）是位于月球背面南半球的一座古老大撞击坑，约形成于酒海纪代，其名称取自美国天文学家哈罗德·奥尔登（Harold Alden，1890年-1964年），1970年被国际天文联合会正式批准接受。

## 描述
该陨坑西侧毗邻别莱利曼陨石坑；西北偏北靠近希尔伯特环形山；孔德拉秋克环形山位于它的东北偏北；东侧是伊扎克陨石坑；奥尔登环形山的东南偏东和西南偏南分别坐落着舍贝勒环形山和斯卡利杰环形山。该陨坑的中心月面坐标为23°31′S 111°07′E / 23.51°S 111.11°E，直径111.4公里，深度2.9公里。
奥尔登环形山有一圈已磨损和侵蚀的低矮坑壁，沿北侧内壁覆盖了卫星坑奥尔登 C和更小的奥尔登 E，而南侧几乎与周边地形形成一体，西侧壁则保存相对最为完整。坑壁平均高出周边地形1290米，内部容积约有4500立方千米。碗状的坑底相对平坦，但部分地区较为崎岖，表面布满了众多的小陨坑和凹洞。坑内最显眼的是靠北侧的大卫星坑奥尔登 C，其坑底也嶙峋不齐，分布有一系列醒目的小陨坑，它的西侧壁连接了小陨坑奥尔登 V。

## 卫星陨石坑
按惯例，最靠近奥尔登环形山的卫星坑将在月图上以字母标注在该坑的中心点旁。

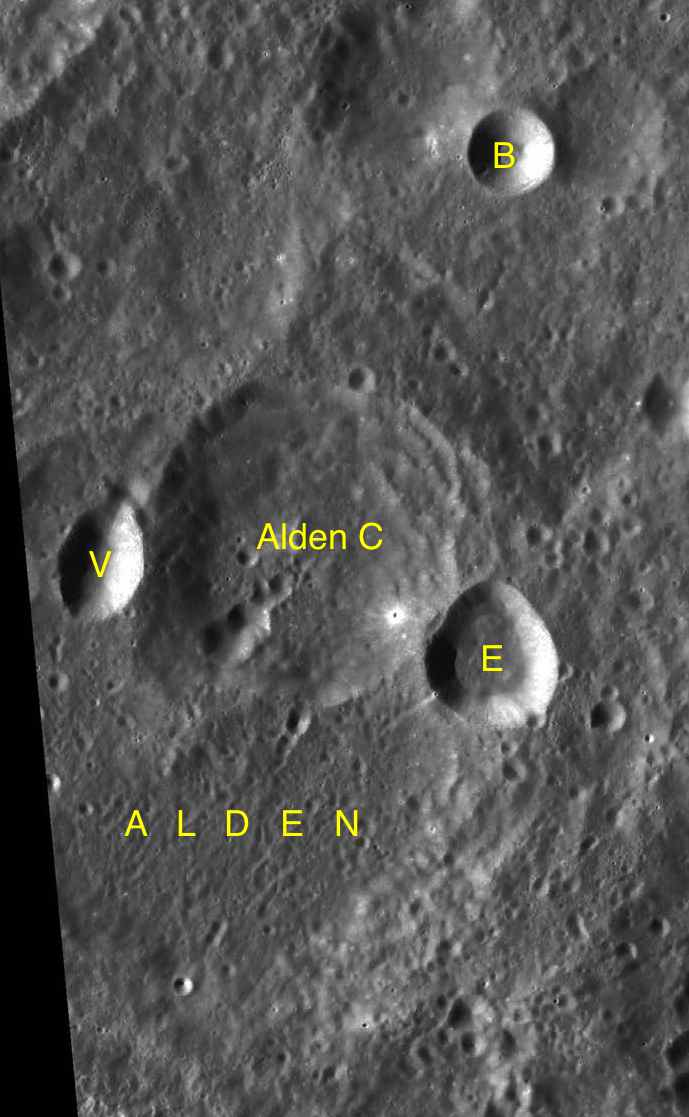
LAC-101 月图

| 奥尔登 | 纬度    | 经度     | 直径    |
| ------ | ------- | -------- | ------- |
| B      | 20.5° S | 112.6° E | 17 公里 |
| C      | 22.5° S | 111.4° E | 50 公里 |
| E      | 23.2° S | 112.4° E | 28 公里 |
| V      | 22.5° S | 110.1° E | 19 公里 |

- 卫星坑奥尔登 C形成于酒海纪[1]。

## 另请参阅
- Andersson, L. E.; Whitaker, E. A. . NASA RP-1097. 1982.
- Blue, Jennifer. . USGS. July 25, 2007  [2007-08-05]. （原始内容存档于2013-02-13）.
- Bussey, B.; Spudis, P. . New York: Cambridge University Press. 2004. ISBN 978-0-521-81528-4.
- Cocks, Elijah E.; Cocks, Josiah C. . Tudor Publishers. 1995. ISBN 978-0-936389-27-1.
- McDowell, Jonathan. . Jonathan's Space Report. July 15, 2007  [2007-10-24]. （原始内容存档于2018-12-25）.
- Menzel, D. H.; Minnaert, M.; Levin, B.; Dollfus, A.; Bell, B. . Space Science Reviews. 1971, 12 (2): 136–186. Bibcode:1971SSRv...12..136M. doi:10.1007/BF00171763.
- Moore, Patrick. . Sterling Publishing Co. 2001. ISBN 978-0-304-35469-6.
- Price, Fred W. . Cambridge University Press. 1988. ISBN 978-0-521-33500-3.
- Rükl, Antonín. . Kalmbach Books. 1990. ISBN 978-0-913135-17-4.
- Webb, Rev. T. W.  6th revised. Dover. 1962. ISBN 978-0-486-20917-3.
- Whitaker, Ewen A. . Cambridge University Press. 1999. ISBN 978-0-521-62248-6.
- Wlasuk, Peter T. . Springer. 2000. ISBN 978-1-85233-193-1.